# Велика награда Европе
Велика награда Европе је трка у оквиру шампионата Формуле 1.
Прва Велика награда европе се возила 1983. и победник је био Нелсон Пике. У сталном програму била је од 1999. до 2012.године, а враћена је у календар 2016.године. До сада се организовала у четири државе: Уједињеном Краљевству (Брендс Хеч, Донингтон), Немачкој (Нирбургринг), Шпанији (Херез, Валенсија) и Азербејџану (Баку улична трка). Михаел Шумахер има највише победа на овој трци (6 победа), док је екипа Ферарија најтрофејнија са 7 тријумфа.

## Победници

### Вишеструки победници (возачи)
| Победе | Возач             | Година                             |
| ------ | ----------------- | ---------------------------------- |
| 6      | Михаел Шумахер    | 1994, 1995, 2000, 2001, 2004, 2006 |
| 3      | Фернандо Алонсо   | 2005, 2007, 2012                   |
| 2      | Рубенс Барикело   | 2002, 2009                         |
| 2      | Себастијан Фетел, | 2010, 2011.                        |

### Вишеструки победници (конструктори)
Подебљани конструктори су и даље активни у такмичењу Формуле 1.
| Победе | Конструктор | Година                                   |
| ------ | ----------- | ---------------------------------------- |
| 7      | Ферари      | 2000, 2001, 2002, 2004, 2006, 2008, 2012 |
| 4      | Макларен    | 1984, 1993, 1997, 2007                   |
| 3      | Вилијамс    | 1985, 1997, 2003                         |
| 2      | Бенетон     | 1994, 1995                               |
| 2      | Ред Бул,    | 2010, 2011.                              |

## Победници по годинама
| Година      | Возач            | Конструктор       | Локација       |              |
| ----------- | ---------------- | ----------------- | -------------- | ------------ |
| 2016        | Нико Розберг     | Мерцедес гран при | Баку           |              |
| 2013-2015   | Није одржана     | Није одржана      | Није одржана   | Није одржана |
| 2012        | Фернандо Алонсо  | Ферари            | Валенсија      |              |
| 2011        | Себастијан Фетел | Ред Бул           | Валенсија      |              |
| 2010        | Себастијан Фетел | Ред Бул           | Валенсија      |              |
| 2009        | Рубенс Барикело  | Брон ГП           | Валенсија      |              |
| 2008        | Фелипе Маса      | Ферари            | Валенсија      |              |
| 2007        | Фернандо Алонсо  | Макларен          | Нирнберг       |              |
| 2006        | Михаел Шумахер   | Ферари            | Нирнберг       |              |
| 2005        | Фернандо Алонсо  | Рено              | Нирнберг       |              |
| 2004        | Михаел Шумахер   | Ферари            | Нирнберг       |              |
| 2003        | Ралф Шумахер     | Вилијамс-БМВ      | Нирнберг       |              |
| 2002        | Рубенс Барикело  | Ферари            | Нирнберг       |              |
| 2001        | Михаел Шумахер   | Ферари            | Нирнберг       |              |
| 2000        | Михаел Шумахер   | Ферари            | Нирнберг       |              |
| 1999        | Џони Херберт     | Стјуарт-Форд      | Нирнберг       |              |
| 1998        | Није одржана     | Није одржана      | Није одржана   | Није одржана |
| 1997        | Мика Хакинен     | Макларен          | Херез          |              |
| 1996        | Жак Вилнев       | Вилијамс-Рено     | Нирнберг       |              |
| 1995        | Михаел Шумахер   | Бенетон-Рено      | Нирнберг       |              |
| 1994        | Михаел Шумахер   | Бенетон-Форд      | Нирнберг       |              |
| 1993        | Аиртон Сена      | Макларен-Форд     | Донингтон Парк |              |
| 1992 - 1986 | Није одржана     | Није одржана      | Није одржана   | Није одржана |
| 1985        | Најџел Менсел    | Вилијамс-Хонда    | Брендс Хеч     |              |
| 1984        | Ален Прост       | Макларен-ТАГ      | Нирнберг       |              |
| 1983        | Нелсон Пике      | Брабам-БМВ        | Брендс Хеч     |              |